# جوناثان أديسون
جوناثان أديسون (14 نوفمبر 1965 - ) (بالإنجليزية: Jonathan Addison)‏ هو لاعب كريكت بريطاني. شارك مع منتخب إنجلترا للكريكت.

## وصلات خارجية
- جوناثان أديسون على موقع إي آس بي آن كريك إنفو (الإنجليزية)